# 科洛諾夫斯凱

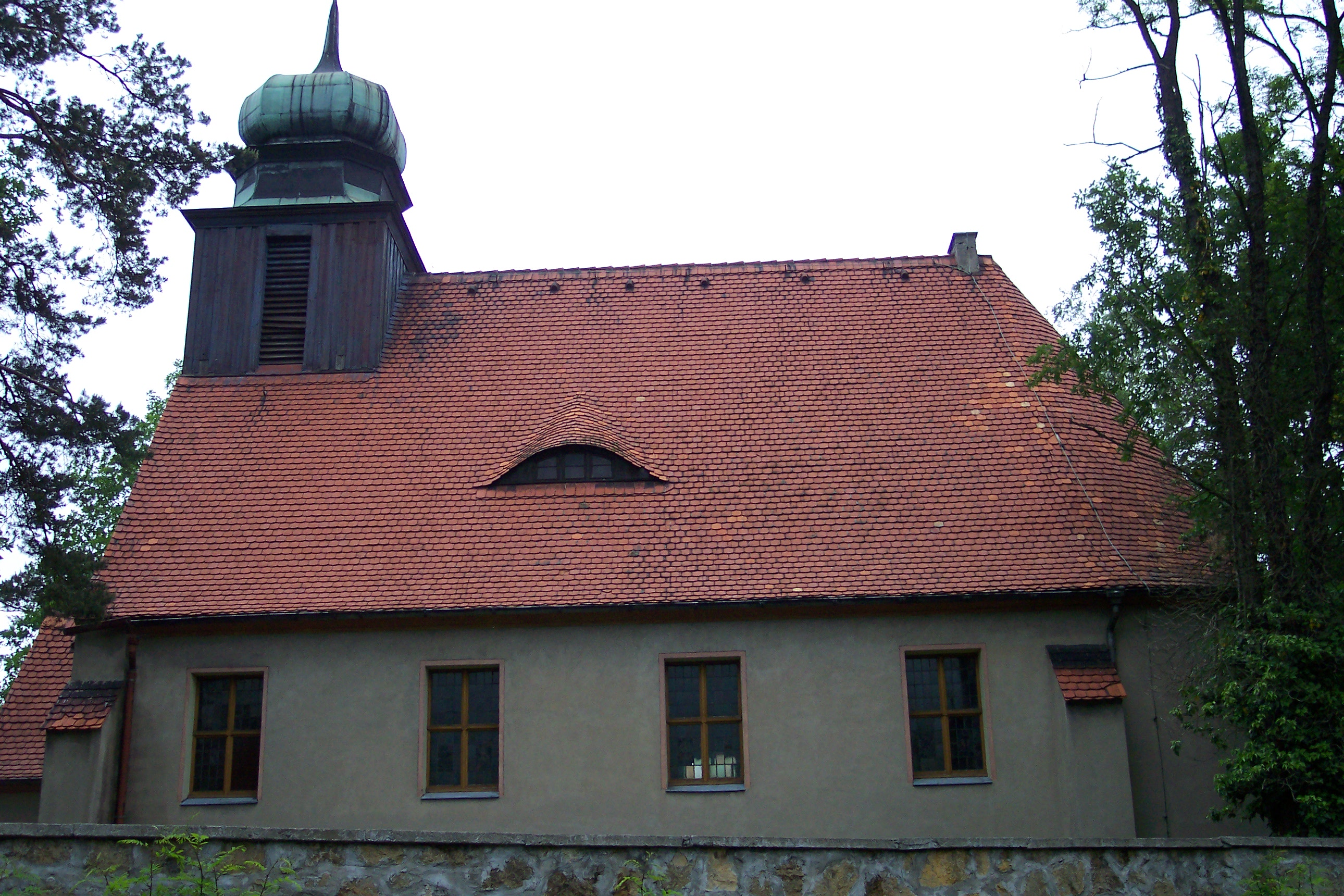

科洛諾夫斯凱是波蘭的城鎮，位於該國南部，距離首府奧波萊約30公里，由奧波萊省負責管轄，面積55.84平方公里，2006年人口3,432。德國在1936年至1945年期間佔領該鎮。
50°39′N 18°23′E / 50.650°N 18.383°E